# جاي لامبرت
جاي لامبرت (بالإنجليزية: Jay Lambert)‏ (21 نوفمبر 1925 – 6 فبراير 2012) هو ملاكم أمريكي راحل، مثّل بلاده في الألعاب الأولمبية الصيفية 1948.

## روابط خارجية
جاي لامبرت على موقع أوليمبيديا (الإنجليزية)